# Världen räcker inte till
Världen räcker inte till (engelska: The World Is Not Enough) från 1999 är den 19:e James Bond-filmen och den tredje med Pierce Brosnan som Bond. Det blev Desmond Llewelyns sista film som Major Boothroyd (Q).

## Handling
Efter att den brittiske oljekungen Sir Robert King, en personlig vän till Bonds chef M, dödats, ger M Bond i uppdrag att skydda hans dotter Elektra från hennes f.d. kidnappare, terroristen Renard, som Bonds kollega 009 sköt, och som nu har en kula i hjärnan som gör att han inte känner någon smärta. Elektra King åker genast till sin pappas olje-pipeline och tar befälet. Bond stöter där ihop med kärnfysikern Christmas Jones, och upptäcker att Renard har stulit en atombomb för att spränga Kings pipeline. När Bond lyckas fly från Renard får han veta att M har blivit kidnappad - av Elektra King, som under kidnappningen blivit kär i Renard. (Se även Stockholmssyndromet). De har stulit en ubåt och tänker detonera atombomben i Istanbul där konkurrenterna har sina pipelines - så att de ska få monopol på olja.

## Rollista (i urval)
| Pierce Brosnan      | – James Bond                          |
| Sophie Marceau      | – Elektra King                        |
| Denise Richards     | – Dr. Christmas Jones                 |
| Robert Carlyle      | – Renard (Viktor Lavrentievich Zokas) |
| Judi Dench          | – M                                   |
| Robbie Coltrane     | – Valentin Zukovsky                   |
| Samantha Bond       | – Miss Moneypenny                     |
| Desmond Llewelyn    | – Q                                   |
| John Cleese         | – R                                   |
| Goldie              | – Mr. Bullion                         |
| Colin Salmon        | – Charles Robinson                    |
| Serena Scott Thomas | – Dr. Molly Warmflash                 |

### Fotnoter
1. ↑  ”The World Is Not Enough” (på engelska). Box Office Mojo. 17 juli 1999. http://www.boxofficemojo.com/movies/?id=worldisnotenough.htm. Läst 27 augusti 2016.